# Осейкис (город, Миннесота)
Осейкис (англ. Osakis) — город  в округах Дуглас,Тодд, штат Миннесота, США. На площади 5,5 км² (5,2 км² — суша, 0,3 км² — вода), согласно переписи 2002 года, проживают 1567 человек. Плотность населения составляет 300,9 чел./км².
- Телефонный код города — 320
- Почтовый индекс — 56360
- FIPS-код города — 27-48796[1]
- GNIS-идентификатор — 0649011[2]